# Labatut-Figuières
Labatut-Figuières (bis 30. Dezember 2021 Labatut) ist eine französische Gemeinde mit 170 Einwohnern (Stand 1. Januar 2022) im Département Pyrénées-Atlantiques in der Region Nouvelle-Aquitaine (vor 2016: Aquitanien). Die Gemeinde gehört zum Arrondissement Pau und zum Kanton Pays de Morlaàs et du Montanérès (bis 2015: Kanton Montaner).
Die Bewohner werden Labatutais oder Labatutaises genannt. Der Name in der gascognischen Sprache lautet ebenfalls Labatut.

## Geographie
Labatut-Figuières liegt ca. 45 km nordöstlich von Pau in der historischen Provinz Béarn an der östlichen Grenze zum benachbarten Département Hautes-Pyrénées.
Umgeben wird Labatut-Figuières von den Nachbargemeinden:
|                           | Monségur                                    | Larreule (Hautes-Pyrénées) |
| Vidouze (Hautes-Pyrénées) | Kompassrose, die auf Nachbargemeinden zeigt | Caixon (Hautes-Pyrénées)   |
| Castéra-Loubix            | Lamayou                                     |                            |

Labatut-Figuières liegt im Einzugsgebiet des Flusses Adour, dessen Zufluss, der Louet, einen großen Teil der westlichen Grenze des Gemeindegebiets markiert. Ein Zufluss des Louet, der Laysa, durchquert die Gemeinde. Der Ruisseau de Héouga entspringt und mündet in den Laysa auf dem Gebiet der Gemeinde.

## Geschichte
Die erstmalige Erwähnung von Labatut-Figuières erfolgte im 14. Jahrhundert, als im Jahre 1382 Truppen von Jean II., genannt „der Fette“ oder „der Bucklige“, Graf von Armagnac, Fézensac und Rodez, das Dorf angriffen. Die Folgen waren bei der Volkszählung des Béarn drei Jahre später zu erkennen, als nur 13 Haushalte gezählt wurden. Labatut-Figuières gehörte zur Bailliage von Montaner.
Am Ende des 15. Jahrhunderts erstand die Familie Navailles die Grundherrschaft, die sie bis zur Französischen Revolution behalten sollte. Ein Jahrhundert später heiratete François de Navailles-Labatut Marguerite d’Albret, eine Tochter von Johann III., König von Navarra, der auch unter dem Namen Jean d’Albret bekannt ist. Einer lokalen Erzählung nach kam François de Navailles-Labatut, Soldat von Beruf, ins Gefängnis und ließ seine schwangere Frau allein. Nachdem sie die Nachricht von ihrem Mann erhalten hatte, fiel Marguerite in Ohnmacht. Sie wurde in eine Kapelle verbracht, wo sie aufwachte, als Diebe ihren Ring stehlen wollten. Einige Tage später gebar sie ihr erstes Kind.
Die Beschwerdehefte der Französischen Revolution offenbaren, dass viele Bewohner der Gemeinde handwerklichen Aktivitäten zu der Zeit nachgingen, wie z. B. der Verarbeitung von Lein, dem Sammeln von Kieselsteinen oder der Holzschuhmacherei.
Toponyme und Erwähnungen von Labatut-Figuières waren:
- Labatut-Figuera (1536, Manuskriptsammlung des 16. bis 18. Jahrhunderts),
- Labatut-Figuière (1728, Zählung von Labatut-Figuières),
- Labatut Figuera (1750, Karte von Cassini),
- Labatut (1793 und 1801, Notice Communale bzw. Bulletin des lois) und
- Labatut-Figuère (1863, Dictionnaire topographique Béarn-Pays basque).[6][7][8]

### Einwohnerentwicklung
Nach einem Höchststand der Einwohnerzahl von rund 500 in der ersten Hälfte des 19. Jahrhunderts ist die Zahl bis zu den 1970er Jahren um rund drei Viertel auf rund 140 gesunken. Seitdem ist ein moderates Wachstum der Gemeinde zu verzeichnen.
| Jahr      | 1962 | 1968 | 1975 | 1982 | 1990 | 1999 | 2006 | 2009 | 2022 |
| --------- | ---- | ---- | ---- | ---- | ---- | ---- | ---- | ---- | ---- |
| Einwohner | 153  | 143  | 141  | 148  | 153  | 144  | 151  | 160  | 170  |

## Sehenswürdigkeiten
- Pfarrkirche, gewidmet Martin von Tours, wahrscheinlich im 17. Jahrhundert neu gebaut. Gegen 1714 wurde der Glockenturm errichtet oder verändert und vermutlich das nördliche Seitenschiff angefügt, wie die entsprechende Jahreszahl über dem Eingang belegt. Das südliche Seitenschiff wurde zusammen mit Ausbesserungsarbeiten im 17. Jahrhundert hinzugefügt. Der Glockenturm ruht auf einem Turm mit größerem Grundriss, der den Eingangsvorbau bildet. Die mit Schiefer gedeckten Dächer von Eingangsvorbau und Glockenturm sind an den unteren Kanten nach außen geschwungen und zeigen eine gewisse Entwicklung im Kirchenbau des 18. Jahrhunderts in der Region. Die Bauform wird auch à l’impériale (deutsch kaiserlich) genannt, weil ihre geschwungene und sich nach oben verjüngende Form an eine Kaiserkrone erinnert. Viele Ausstattungsgegenstände der Kirche stammen aus dem 18. und 19. Jahrhundert und sind als nationale Kulturgüter registriert.[10][11]

- Schloss Navailles. Das ursprüngliche Schloss wurde 1385 als l’ostau deu senhor de la Mote Domenger erwähnt. Als die Familie Navailles am Ende des 15. Jahrhunderts die Grundherrschaft erwarben, erschien das bestehende einfache Schloss nicht adäquat oder als heruntergekommen. Deshalb beschloss die Familie Anfang des 16. Jahrhunderts einen Neubau auf einer Geländestufe über dem Tal des Louet wie das frühere Schloss. Das Gebäude diente der Familie als Adelssitz bis zur Französischen Revolution. Auf der Karte von Cassini 1750 ist das Schloss als Labatut eingetragen. Im 19. Jahrhundert wurde das Schloss grundlegend umgebaut, so dass wenige alte Elemente heute übrig geblieben sind. Eine Ausnahme ist der Treppenturm mit Zwillingsfenstern, Zeuge des Renaissance-Stils im Béarn.[12][13]

## Wirtschaft und Infrastruktur

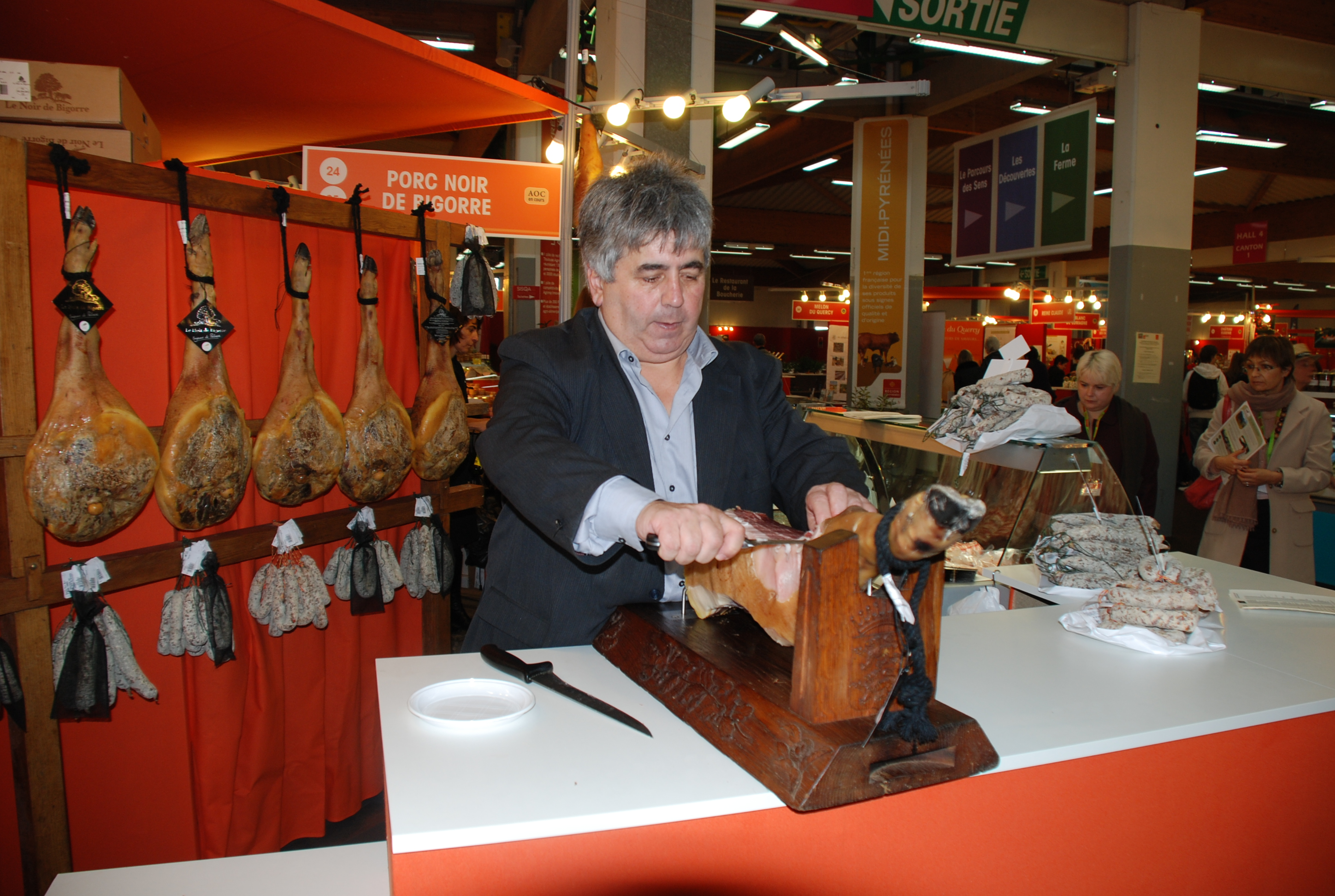
Porc Noir de Bigorre-Schinken

Die Wirtschaft wird hauptsächlich durch die Landwirtschaft bestimmt. Labatut-Figuières liegt in den Zonen AOC der Schweinerasse Porc noir de Bigorre und des Schinkens Jambon noir de Bigorre.

### Sport und Freizeit
- Der Fernwanderweg GR 101 von Maubourguet über Lourdes zum Col de Saucède führt durch die Gemeinde.[16]

- Der Pferdesportverein Lou Cassou bietet neben Ausritten zahlreiche andere Aktivitäten rund ums Pferd für Erwachsene und Kinder ab drei Jahren auch pädagogische Projekte bis zu Hippotherapien für Behinderte an.[5][17]

### Verkehr
Labatut-Figuières wird durchquert von den Routes départementales 148 und 202.
Eine Buslinie des TER Aquitaine, einer Regionalbahn der staatlichen SNCF, verbindet die Gemeinde mit Dax, Saint-Palais  und Mauléon-Licharre.